# Medasina gleba
Medasina gleba là một loài bướm đêm trong họ Geometridae.